# 고후성

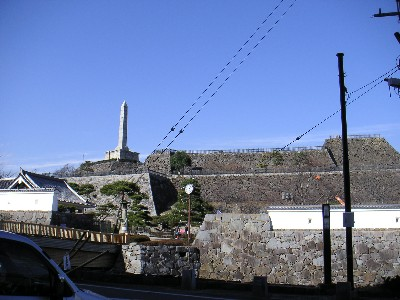
고후 성

고후성(일본어: 甲府城)은 야마나시현 고후시에 있는 제곽식 평산성이다. 에도 시대에는 고후 번의 번청으로 사용되었다가, 막부직할령에 편입되어 막부에서 관리하였다. 마이즈루 성(舞鶴城)이라는 이명이 있으며, 성터는 야마나시 현 사적에 지정되어 있다.

## 개요
고후시 중심부의 이치조 산에 축성된 평산성으로 도쿠가와 이에야스가 가이 국을 영지로 삼을 때인 1583년 무렵에 지어졌다. 성이 축성되기 전에는 다케다 가문의 쓰쓰지가사키 관(躑躅ヶ崎館)을 중심으로 성하 마을이 번영하였지만, 다케다 가문이 멸문된 후에는 도쿠가와 가문과 도요토미 계 다이묘에 의해 고후 성을 중심으로 재정비되었다. 도요토미 정권기에는 간토의 도쿠가와 이에야스를 견제하기 위한 주요지로 도요토미 히데요시의 측근이 성주로 부임하였고, 에도 시대에는 교통의 요지인 탓에 신판, 후다이 다이묘의 성이었다가 막부직할령에 편입되었다.
성터에는 천수대가 조영되었지만, 천수가 건립되었는지는 불명확하다. 아사노 가문이 성주로 부임하였을 때, 천수가 세워졌다는 설이 있다. 1873년 폐성처분에 따라 파각되었고, 산업화에 따른 개발로 시가지로 조성되었다. 현재 성터 주변은 마이즈루조 공원(舞鶴城公園)으로 정비되어 있으며, 성문과 이나리 망루(稲荷櫓)가 복원되었다. 또, 석벽과 해자 일부는 현존해 있다.